# Paolo Tagliavento
Paolo Tagliavento (Terni, 19 september 1972) is een Italiaans voetbalscheidsrechter. Hij is in dienst van FIFA en UEFA sinds 2007. Ook leidt hij sinds 2004 wedstrijden in de Serie A.
Op 16 mei 2004 leidde Tagliavento zijn eerste wedstrijd in de Italiaanse eerste divisie. De wedstrijd tussen Chievo Verona en Bologna FC 1909 eindigde in 2–1. Hij gaf in dit duel drie gele kaarten. Drie jaar later, op 17 juli 2007, floot hij zijn eerste wedstrijd in de UEFA Champions League, toen in de eerste ronde Linfield met 0–0 gelijkspeelde tegen IF Elfsborg. Tagliavento gaf in dit duel eenmaal een gele kaart aan een speler. Zijn eerste wedstrijd in de UEFA Cup volgde op 4 oktober 2007. Red Bull Salzburg en AEK Athene troffen elkaar in de eerste ronde (1–0). In dit duel deelde de Italiaanse leidsman drie gele kaarten uit.

## Interlands
| Datum             | Plaats                   | Wedstrijd                 | Uitslag | Competitie           | Kreeg geel | Kreeg voor de tweede keer geel en dus rood | Weggestuurd |
| ----------------- | ------------------------ | ------------------------- | ------- | -------------------- | ---------- | ------------------------------------------ | ----------- |
| 6 februari 2008   | Istanboel, Turkije       | Turkije – Zweden          | 0 – 0   | Vriendschappelijk    | 3          | 0                                          | 0           |
| 10 september 2008 | Marijampolė, Litouwen    | Litouwen – Oostenrijk     | 2 – 0   | WK 2010 kwalificatie | 5          | 0                                          | 0           |
| 6 juni 2009       | Skopje, Macedonië        | Macedonië – Noorwegen     | 0 – 0   | WK 2010 kwalificatie | 2          | 0                                          | 0           |
| 11 augustus 2010  | Ljubljana, Slovenië      | Slovenië – Australië      | 2 – 0   | Vriendschappelijk    | 0          | 0                                          | 0           |
| 26 maart 2011     | Tbilisi, Georgië         | Georgië – Kroatië         | 1 – 0   | EK 2012 kwalificatie | 3          | 0                                          | 0           |
| 10 augustus 2011  | Charkov, Oekraïne        | Oekraïne – Zweden         | 0 – 1   | Vriendschappelijk    | 1          | 0                                          | 0           |
| 2 september 2011  | Gelsenkirchen, Duitsland | Duitsland – Oostenrijk    | 6 – 2   | EK 2012 kwalificatie | 0          | 0                                          | 0           |
| 7 oktober 2011    | Praag, Tsjechië          | Tsjechië – Spanje         | 0 – 2   | EK 2012 kwalificatie | 0          | 0                                          | 1           |
| 29 februari 2012  | Bremen, Duitsland        | Duitsland – Frankrijk     | 1 – 2   | Vriendschappelijk    | 3          | 0                                          | 0           |
| 14 augustus 2012  | Serravalle, San Marino   | San Marino – Malta        | 2 – 3   | Vriendschappelijk    | 0          | 0                                          | 0           |
| 7 september 2012  | Ljubljana, Slovenië      | Slovenië – Zwitserland    | 0 – 2   | WK 2014 kwalificatie | 3          | 1                                          | 0           |
| 6 september 2013  | Glasgow, Schotland       | Schotland – België        | 0 – 2   | WK 2014 kwalificatie | 3          | 0                                          | 0           |
| 15 oktober 2013   | Oslo, Noorwegen          | Noorwegen – IJsland       | 1 – 1   | WK 2014 kwalificatie | 1          | 0                                          | 0           |
| 30 mei 2014       | Rieti, Italië            | Qatar – Macedonië         | 0 – 0   | Vriendschappelijk    | 2          | 0                                          | 0           |
| 14 oktober 2014   | Helsinki, Finland        | Finland – Roemenië        | 0 – 2   | EK 2016 kwalificatie | 3          | 1                                          | 0           |
| 14 november 2014  | Tbilisi, Georgië         | Georgië – Polen           | 0 – 4   | EK 2016 kwalificatie | 5          | 0                                          | 0           |
| 8 september 2015  | Skopje, Macedonië        | Macedonië – Spanje        | 0 – 1   | EK 2016 kwalificatie | 3          | 0                                          | 0           |
| 11 oktober 2016   | Hannover, Duitsland      | Duitsland – Noord-Ierland | 2 – 0   | WK 2018 kwalificatie | 1          | 0                                          | 0           |
| 10 juni 2017      | Glasgow, Schotland       | Schotland – Engeland      | 2 – 2   | WK 2018 kwalificatie | 3          | 0                                          | 0           |
| 31 augustus 2017  | Sofia, Bulgarije         | Bulgarije – Zweden        | 3 – 2   | WK 2018 kwalificatie | 5          | 0                                          | 0           |
| 7 oktober 2017    | Bazel, Zwitserland       | Zwitserland – Hongarije   | 5 – 2   | WK 2018 kwalificatie | 1          | 0                                          | 0           |
| 11 november 2017  | Skopje, Macedonië        | Macedonië – Noorwegen     | 2 – 0   | Vriendschappelijk    | 5          | 0                                          | 0           |